# Rozkișne, Holovanivsk
Rozkișne (în ucraineană Розкішне) este localitatea de reședință a comunei Rozkișne din raionul Holovanivsk, regiunea Kirovohrad, Ucraina.

## Demografie
Componența lingvistică a localității Rozkișne
     Ucraineană (100%)
Conform recensământului din 2001, toată populația localității Rozkișne era vorbitoare de ucraineană (100%).